# Krolevec
Krolevec (ukrajinsky Кролевець; ukrajinsky Кролевец) je průmyslové město na severu Sumské oblasti na Ukrajině. Leží při ústí potoka Svydňa do řeky Reť, zhruba 150 kilometrů na severozápad od správního střediska oblasti, města Sumy, na trase spojující Kyjev s Moskvou. V roce 2025 v něm žilo zhruba 20 tisíc obyvatel.

## Poloha
Krolevec se nachází na silniční i železniční trase mezi Kyjevem a Moskvou. Mezinárodní evropská silnice 101 je zde vedena po dálnici M 02, která samotné město míjí z jihu, směrem na jihozápad vede do Baturynu a směrem na severovýchod k Hluchivu. Železniční trať, která spadá pod Jihozápadní dráhy, vede přímo přes město a spojuje Krolevec se zhruba šedesát kilometrů jižně ležícím Konotopem a zhruba čtyřicet kilometrů severně ležící Šostkou.

## Dějiny
Krolevec byl založen v roce 1601 a pojmenován k poctě polského krále Zikmunda III. Vasy. Součástí Polska bylo po roce 1618 na základě Deulinské smlouvy a v roce 1644 mu král Vladislav IV. Vasa
udělil magdeburská práva. Po rusko-polské válce v letech 1654 až 1667 se stal Krolevec součástí ruského impéria.